# 2008年のJリーグ ディビジョン2
- 日本プロサッカーリーグ  > Jリーグ ディビジョン2 > 2008年のJリーグ ディビジョン2
- 2008年のスポーツ  >  2008年のサッカー  >  2008年のJリーグ  > 2008年のJリーグ ディビジョン2

この項目では、2008年シーズンのJリーグ ディビジョン2（J2）について述べる。

## 2008年シーズンのJ2のクラブ
2008年シーズンのJ2のクラブは以下の15チームである。Jリーグ ディビジョン1 (J1) 16位サンフレッチェ広島が2003年シーズン以来5シーズンぶりの降格、17位ヴァンフォーレ甲府が2005年シーズン以来3シーズンぶりのJ2降格、18位横浜FCは2006年シーズン以来2シーズンぶりのJ2降格、JFLからの昇格クラブは、ロアッソ熊本とFC岐阜である。
※前年度成績=特記なきものは2007年J2のもの
| チーム名           | 監督                     | 所在 都道府県 | ホームスタジアム                                  | 前年成績 |
| ------------------ | ------------------------ | ------------- | ------------------------------------------------- | -------- |
| ベガルタ仙台       | 手倉森誠                 | 宮城県        | ユアテックスタジアム仙台                          | 4位      |
| モンテディオ山形   | 小林伸二                 | 山形県        | NDソフトスタジアム山形                            | 9位      |
| 水戸ホーリーホック | 木山隆之                 | 茨城県        | 笠松運動公園陸上競技場                            | 12位     |
| ザスパ草津         | 植木繁晴                 | 群馬県        | 正田醤油スタジアム群馬                            | 11位     |
| 横浜FC             | 都並敏史                 | 神奈川県      | ニッパツ三ツ沢球技場                              | J1 18位  |
| 湘南ベルマーレ     | 菅野将晃                 | 神奈川県      | 平塚競技場                                        | 6位      |
| ヴァンフォーレ甲府 | 安間貴義                 | 山梨県        | 山梨県小瀬スポーツ公園陸上競技場                  | J1 17位  |
| FC岐阜             | 松永英機                 | 岐阜県        | 岐阜メモリアルセンター長良川競技場                | JFL3位   |
| セレッソ大阪       | レヴィー・クルピ         | 大阪府        | 長居スタジアム                                    | 5位      |
| サンフレッチェ広島 | ペトロヴィッチ           | 広島県        | 広島ビッグアーチ                                  | J1 16位  |
| 徳島ヴォルティス   | 美濃部直彦               | 徳島県        | 鳴門・大塚スポーツパーク ポカリスエットスタジアム | 13位     |
| 愛媛FC             | 望月一仁                 | 愛媛県        | ニンジニアスタジアム                              | 10位     |
| アビスパ福岡       | ピエール・リトバルスキー | 福岡県        | レベルファイブスタジアム                          | 7位      |
| サガン鳥栖         | 岸野靖之                 | 佐賀県        | ベストアメニティスタジアム                        | 8位      |
| ロアッソ熊本       | 池谷友良                 | 熊本県        | KKウィング                                        | JFL2位   |

## レギュレーションの変更点
- リーグ編成が昨季の13チームから15チームに増えたことにより、前年までの4回戦総当たり戦（52節各チーム48試合）から3回戦総当たり戦（45節各チーム42試合）へと変更になる。
- 順位決定方法に反則ポイントが追加となる

## スケジュール
3月8日から12月6日まで全45節・計315試合が行われたが、J1とは違い6月のワールドカップアジア予選の間もリーグ戦が中断されることはなかった。
なおチーム数が15と奇数であるため、毎節7試合が組まれており1チームは試合がない。

## リーグ概要
リーグ戦は、広島が首位を独走。第1節から一度も首位を譲ることなく、7試合を残してJ2優勝と昇格を決定した。最終的に、2004年の川崎（勝ち点105）以来J2史上2クラブ目となる勝ち点100を達成。得点数も、大台にあと1と迫る99に達した。
広島以外の上位争いは、仙台、山形、湘南、C大阪、鳥栖などが団子レースを続けたが、山形が組織立った守備と、豊田陽平、長谷川悠らJ1クラブからレンタルされた若手選手の活躍により、残り1試合を残して2位での昇格を確定。J2創生10クラブから、9つめのJ1クラブ誕生となった。
3位争いは最終節で仙台が勝ち点1の差でC大阪を振り切り、入れ替え戦の出場権を獲得した。
中位以下では、草津がクラブ史上最高の9位に入った。昇格組では、熊本が第3クールに8戦無敗の快進撃を見せて12位、一時は3位につけた岐阜は13位の成績。なお、2年連続最下位の徳島が今年も不振に終わり、3年連続の最下位となった。
命名権の締結により、三ツ沢公園球技場はシーズン当初から「ニッパツ三ツ沢球技場」に、愛媛県総合運動公園陸上競技場はシーズン当初から「ニンジニアスタジアム」に、敷島公園陸上競技場は6月以後「正田醤油スタジアム群馬」にそれぞれ改名した。

## 順位表
| 順 | チーム                     | 試 | 勝 | 分 | 敗 | 得 | 失 | 差  | 点  | 出場権または降格      |
| -- | -------------------------- | -- | -- | -- | -- | -- | -- | --- | --- | --------------------- |
| 1  | サンフレッチェ広島 (C) (P) | 42 | 31 | 7  | 4  | 99 | 35 | +64 | 100 | J1 2009へ昇格         |
| 2  | モンテディオ山形 (P)       | 42 | 23 | 9  | 10 | 66 | 40 | +26 | 78  | J1 2009へ昇格         |
| 3  | ベガルタ仙台               | 42 | 18 | 16 | 8  | 62 | 47 | +15 | 70  | J1・J2入れ替え戦 2008 |
| 4  | セレッソ大阪               | 42 | 21 | 6  | 15 | 81 | 60 | +21 | 69  |                       |
| 5  | 湘南ベルマーレ             | 42 | 19 | 8  | 15 | 68 | 48 | +20 | 65  |                       |
| 6  | サガン鳥栖                 | 42 | 19 | 7  | 16 | 50 | 51 | −1  | 64  |                       |
| 7  | ヴァンフォーレ甲府         | 42 | 15 | 14 | 13 | 56 | 47 | +9  | 59  |                       |
| 8  | アビスパ福岡               | 42 | 15 | 13 | 14 | 55 | 66 | −11 | 58  |                       |
| 9  | ザスパ草津                 | 42 | 13 | 14 | 15 | 45 | 52 | −7  | 53  |                       |
| 10 | 横浜FC                     | 42 | 11 | 17 | 14 | 51 | 56 | −5  | 50  |                       |
| 11 | 水戸ホーリーホック         | 42 | 13 | 8  | 21 | 52 | 70 | −18 | 47  |                       |
| 12 | ロアッソ熊本               | 42 | 10 | 13 | 19 | 46 | 72 | −26 | 43  |                       |
| 13 | FC岐阜                     | 42 | 10 | 12 | 20 | 41 | 69 | −28 | 42  |                       |
| 14 | 愛媛FC                     | 42 | 9  | 10 | 23 | 39 | 66 | −27 | 37  |                       |
| 15 | 徳島ヴォルティス           | 42 | 7  | 8  | 27 | 40 | 72 | −32 | 29  |                       |

最終更新は2008年12月6日の試合終了時
出典: J. League Data Site
順位の決定基準: 1. 勝点; 2. 得失点差; 3. 得点数.

## 得点ランキング
| 順位   | 選手         | 所属               | 得点 |
| ------ | ------------ | ------------------ | ---- |
| 得点王 | 佐藤寿人     | サンフレッチェ広島 | 28   |
| 2      | 高橋泰       | ロアッソ熊本       | 19   |
| T3     | 石原直樹     | 湘南ベルマーレ     | 18   |
| T3     | 藤田祥史     | サガン鳥栖         | 18   |
| 5      | 荒田智之     | 水戸ホーリーホック | 17   |
| T6     | アンデルソン | 横浜FC             | 16   |
| T6     | 小松塁       | セレッソ大阪       | 16   |
| T6     | 香川真司     | セレッソ大阪       | 16   |
| T9     | 森﨑浩司     | サンフレッチェ広島 | 14   |
| T9     | 髙萩洋次郎   | サンフレッチェ広島 | 14   |
| T9     | 大久保哲哉   | アビスパ福岡       | 14   |

2008年12月6日

出典: J. League Data